# Manuel de Faria e Sousa
Manuel de Faria e Sousa (ur. 18 marca 1590 w Felgueiras, zm. 3 czerwca 1649 w Madrycie) – portugalski historyk i poeta, tworzący zarówno w języku portugalskim, jak i hiszpańskim. Jest znany przede wszystkim jako autor dzieł historycznych o dokonaniach Portugalczyków w różnych częściach świata, w tym na Dalekim Wschodzie.

## Biografia
Manuel de Faria e Sousa (w hiszpańskiej wersji Manuel de Faria y Sousa) pochodził ze starej portugalskiej rodziny szlacheckiej. Urodził się 18 marca 1590 roku. Studiował przez kilka lat na uniwersytecie w Bradze. Był w służbie biskupa Oporto. Pracował jako dyplomata. w latach 1631-1634 był na placówce w Rzymie. Potem przebywał niemal wyłącznie w Madrycie. Według przekazów był człowiekiem spokojnym i bardzo pracowitym. Pisał po dwanaście stron dużego formatu dziennie. Ożenił się z Cathariną Machado, która była nie tylko jego małżonką, ale i muzą, opiewaną w wierszach pod imieniem Albanii. Poświęcił się całkowicie rodzinie i pracy literackiej. Jego pierwszą ważną książką była Epitome de las historias Portuguezas, która ukazała się w Madrycie w 1628. Spotkała się ona z życzliwym przyjęciem. Jednak niektóre partie komentarzy do Luzjad Luísa de Camõesa sprowadziły na autora kłopoty, ponieważ zakwestionowała je Inkwizycja. Pisarz został czasowo uwięziony i na trwałe utracił państwową pensję. Zmarł w hiszpańskiej stolicy po ciężkiej chorobie 3 czerwca 1649 roku.

## Twórczość
Manuel de Faria e Sousa był tak uczonym, dociekliwym historykiem, jak i literatem, płodnym poetą. Podobnie jak wielu innych autorów portugalskich, posługiwał się z równą łatwością i portugalskim i hiszpańskim. Jego największym dziełem jest zamierzony na szeroką skalę, ale nieukończony cykl prac historycznych o działalności Portugalczyków we wszystkich częściach świata. Pośmiertnie ukazało się siedem części tego ambitnego projektu. Były to trzy tomu Europa Portugueza (1667), kolejne trzy tomy Asia Portugueza (1666-1675) i Africa Portugueza (1681). Książka o portugalskiej aktywności na Dalekim Wschodzie jeszcze przed końcem XVII wieku doczekała się wydania angielskiego w tłumaczeniu Johna Stevensa pod tytułem The Portugues Asia: Or, The History of the Discovery and Conquest of India by the Portugues; Containing All Their Discoveries from the Coast of Africk, to the Farthest Parts of China and Japan; All Their Battels by Sea and Land, Sieges and Other Memorable Actions; a Description of Those Countries, and Many Particulars of the Religion, Government and Customs of the Natives, &c. (Londyn, 1695). Manuel de Faria e Sousa był równie produktywny jako poeta. Wydał między innymi tomik Noches claras (Madryt, 1624-1626) i czterotomowy cykl Fuente de Aganipe (Madryt, 1644-1646). Pisał między innymi sonety.